# غيلدر سورينامي
الغيلدر ( الهولندية: gulden ؛ رمز ISO 4217 : SRG ) كانت عملة سورينام حتى عام 2004، عندما اُستُبدِلَت بالدولار السورينامي. وقُسِّم إلى 100 سنت. حتى أربعينيات القرن العشرين، كان الجمع في اللغة الهولندية هو cents، مع ظهور centen على بعض الأوراق النقدية المبكرة، ولكن بعد أربعينيات القرن العشرين أصبح الجمع في اللغة الهولندية هو cent.

## تاريخ
كان الغيلدر السورينامي في البداية على قدم المساواة مع الخولده الهولندي. في عام 1940، وبعد احتلال هولندا، رُبِطَت العملة (إلى جانب غيلدر جزر الأنتيل الهولندية ) بالدولار الأمريكي بسعر 1.88585 غيلدر = 1 دولار.
بدأ الغيلدر السورينامي يفقد قيمته بسبب التضخم المرتفع في بداية الثمانينيات، عندما ظهرت سوق سوداء للعملة. وقد اُستُبدِل بالدولار السورينامي في الأول من يناير 2004 بسعر 1 دولار = 1000 غيلدر. لتوفير تكاليف التصنيع، جُعِلَت العملات المعدنية التي تقل قيمتها عن 5 غيلدر (جميعها مقومة بالسنتات) قانونية بقيمتها الاسمية بالعملة الجديدة. وبالتالي، زادت القيمة الإسمية لهذه العملات بمقدار ألف مرة بين عشية وضحاها.

## عملات معدنية
حتى عام 1942، كانت العملات الهولندية متداولة في سورينام. بدءًا من ذلك العام، سُكَّت العملات المعدنية في الولايات المتحدة لاستخدامها في غيانا الهولندية، وتُدوِّلَ بعضها أيضًا في جزر الأنتيل الهولندية. كانت هذه العملات المعدنية من فئات 1، و5، و10، و25 سنتًا.
في عام 1962، طُرِحَت عملات معدنية تحمل اسم سورينام لأول مرة. وكانت هذه العملات من فئات 1، و5، و10، و25 سنتًا و1 غيلدر. كان السنت الواحد من البرونز، والخمسة سنتات من النيكل والنحاس، والعشرة وخمسة وعشرون سنتًا من النحاس والنيكل، والغيلدر الواحد من الفضة. قُدِّمَت العملات المعدنية المصنوعة من الألومنيوم بقيمة 1 و 5 سنت في عامي 1974 و 1976. في عام 1987، اُستُبدِلَ الألومنيوم بالفولاذ المطلي بالنحاس في العملات المعدنية من فئة 1 و5 سنت، وقُدِّمَت العملات المعدنية من فئة 100 و250 سنت من النحاس والنيكل.

## الأوراق النقدية

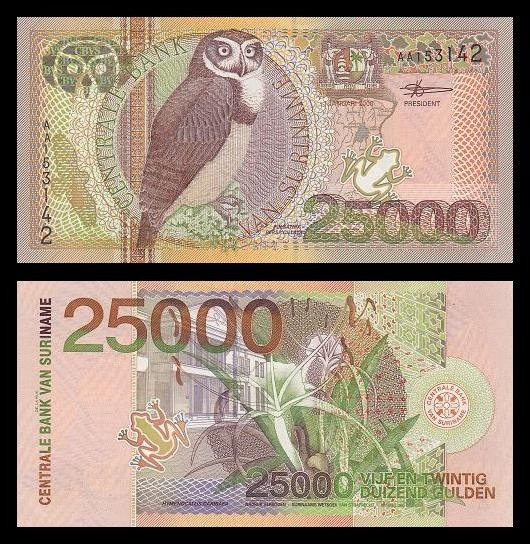
ورقة نقدية بقيمة 25000 غيلدر من السلسلة الأخيرة من الغيلدر السورينامي.

في عام 1826، أصدرت Algemene Nederlandsche Maatschappij (الشركة الهولندية العامة).أوراق نقدية بقيمة 1⁄2 و3 غيلدر. تبع ذلك في عام 1829 إصدار أوراق نقدية من بنك جزر الهند الغربية بفئات1⁄2، و1، و2، و3، و5، و10، و 50 غيلدر. في عام 1837، قدم البنك أوراق نقدية من فئة 10، و15، و25 سنت و25 غيلدر، تلاها أوراق نقدية من فئة 100، و200، و300 غيلدر في عام 1865.
قدم بنك سورينامسكي أوراق نقدية بقيمة 50 غيلدر في عام 1901، ثم 10 غيلدر في عام 1915، و200 غيلدر في عام 1925، و50 غيلدر في عام 1926، و100 غيلدر في عام 1927، و5 غيلدر في عام 1935، و21⁄2 غيلدر في عام 1940، و25 غيلدر في عام 1941، و1000 غيلدر في عام 1943، و300 غيلدر في عام 1948. أصدرت الحكومة شهادات فضية (zilverbonnen) بين عامي 1918 و1920 لـ1⁄2، و1، و21⁄2 غيلدر. وفي عام 1940، طُرِحَت إصدارات أخرى من العملات بقيمة 50 سنتًا و1 غيلدر. أُصدِرَت العملة المعدنية بقيمة 50 سنتًا حتى عام 1942، مع 21⁄2 غيلدر التي قُدِّمَت في عام 1950. اُستُبدِلَت الشهادات الفضية في عام 1960 بشهادات muntbiljet مقابل 1 و21⁄2 غيلدر، والتي أُصدِرَت حتى عام 1985.
في عام 1957، تولى البنك المركزي في سورينام إنتاج النقود الورقية، وأصدر أوراقاً نقدية من فئات 5، و10، و25، و100، و1000 غيلدر. طُرِحَت الأوراق النقدية من فئة الخمسمائة غيلدر في عام 1982، تلاها إصدار أوراق نقدية من فئة 250 غيلدر في عام 1988. طُرِحَت أوراق نقدية بقيمة ألفي غيلدر في عام 1995، تلتها أوراق نقدية بقيمة 5000 و10000 غيلدر في عام 1997 و25000 غيلدر في عام 2000.
طُرِحَت السلسلة الأخيرة من الأوراق النقدية في عام 2000 في فئات 5، و10، و25، و100، و500، و1000، و5000، و10000، و25000 غيلدر. تحتوي هذه النسخة الملونة على طيور محلية على الواجهة والزهور المحلية على الظهر. 